# Chính sách thị thực của Nhật Bản

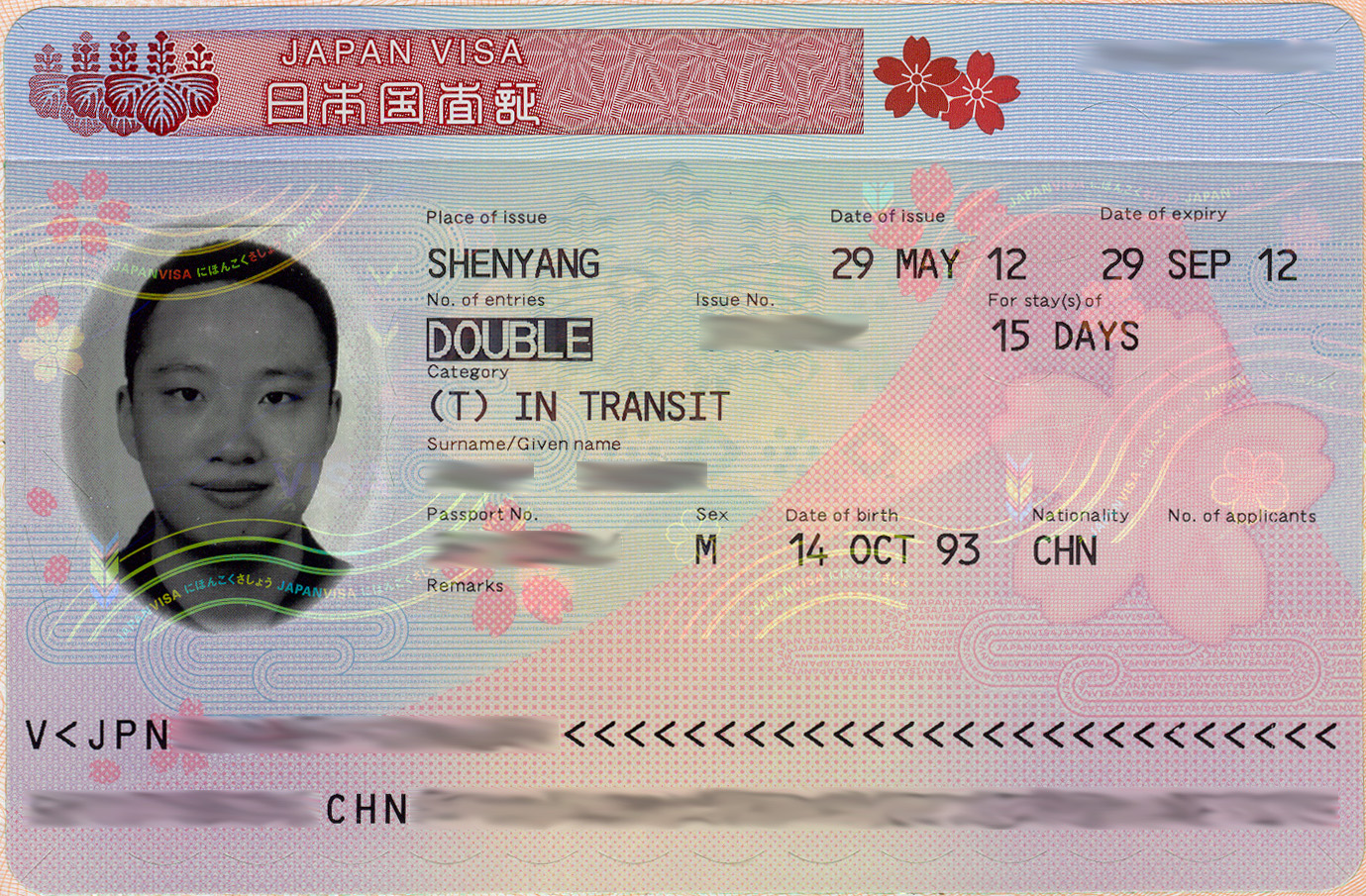
Thị thực quá cảnh của Nhật trên hộ chiếu Trung Quốc

Khách đến Nhật Bản phải có thị thực từ một trong những phái bộ ngoại giao Nhật Bản trừ khi họ đến từ một trong những quốc gia được miễn thị thực. Chính phủ Nhật Bản hiện tại cho phép công dân của 66 quốc gia/vùng lãnh thổ đến Nhật Bản để du lịch hoặc công tác mà không cần xin thị thực.

## Bản đồ chính sách thị thực

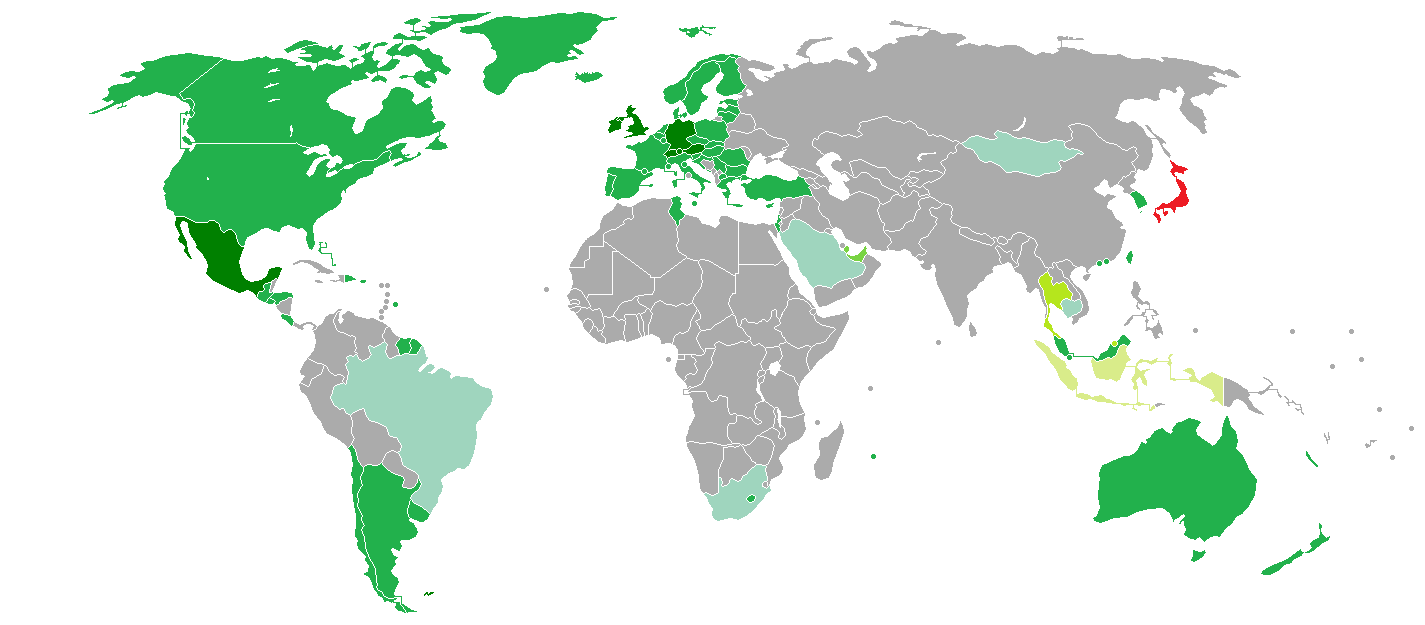
Các nước được miễn thị thực đến Nhật BảnChính sách thị thực Nhật Bản
Nhật Bản
Miễn thị thực - lên đến 6 tháng
Miễn thị thực - 90 ngày
Miễn thị thực - 30 ngày (chỉ với hộ chiếu đã được đăng ký)
Miễn thị thực - 15 ngày
Miễn thị thực - 15 ngày (chỉ với hộ chiếu đã được đăng ký)
Cần xin thị thực

## Quốc gia được miễn thị thực

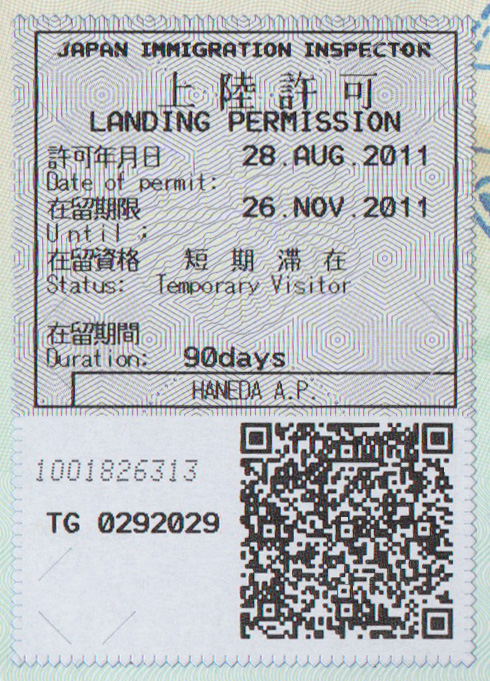
Nhãn dán cho phép du khách tạm trú tại Nhật 90 ngày được cấp ở Sân bay quốc tế Tokyo trên một quyển hộ chiếu Đài Loan

Người sở hữu hộ chiếu được cấp bởi 66 nước hoặc vùng lãnh thổ sau được miễn thị thực cho các chuyến đi lên đến 901 ngày (trừ trường hợp được chú thích):
| - Tất cả công dân Liên minh châu Âu1 - Vương quốc Anh2 - Andorra - Úc - Argentina - Bahamas - Barbados3 - Brunei (15 ngày) - Canada - Chile - Costa Rica | - Dominican Republic - El Salvador - Guatemala - Honduras - Hồng Kông7 - Iceland - Israel - Lesotho3 - Liechtenstein1 - Ma Cao8 - Macedonia | - Malaysia4 - Mauritius - México1 - Monaco - New Zealand - Na Uy - San Marino - Serbia4 - Singapore - Hàn Quốc | - Suriname - Thụy Sĩ1 - Đài Loan5 - Thái Lan4 (15 ngày) - Tunisia - Thổ Nhĩ Kỳ3 - Hoa Kỳ - Uruguay |  |

1 - Công dân của Áo, Đức, Ireland, Liechtenstein, México, Thụy Sĩ và Vương Quốc Anh có thể xin gia hạn ở lại với Bộ Tư pháp lên đến 6 tháng.
2 - Chỉ công dân Vương Quốc Anh và lãnh thổ hải ngoại của Anh được miễn thị thực.
3 - Chỉ với hộ chiếu trắc sinh hoặc hộ chiếu đọc được bằng máy.
4 - Chỉ với hộ chiếu trắc sinh thích hợp với tiêu chuẩn ICAO.
5 - Với người sở hữu hộ chiếu Đài Loan có mã số định danh cá nhân.
6 - Chỉ với người sở hữu hộ chiếu trắc sinh Indonesia mà được cấp chứng nhận miễn thị thực ở đại sứ quán/toà lãnh sự Nhật ở Indonesia.
7 - Với người sở hữu hộ chiếu HKSAR.
8 - Với người sở hữu hộ chiếu MSAR.
Người sở hữu hộ chiếu ngoại giao hoặc hộ chiếu công vụ của Brasil, Campuchia, Colombia, Iran, Kazahstan, Mông Cổ, Morocco, Papua New Guinea, Turkmenistan, Việt Nam cũng như người sở hữu hộ chiếu ngoại giao của Albania, Gruzia, Ấn Độ, Lào, Ukraina và Thành Vatican không cần thị thực để đến Nhật Bản.
Người sở hữu hộ chiếu được đăng ký trước tại đại sứ quán/lãnh sự quán Nhật Bản được cấp bởi 2 quốc gia sau có thể đến mà không cần thị thực:
| - Indonesia (15 ngày) - Các Tiểu vương quốc Ả Rập Thống nhất (30 ngày) |

## Thẻ đi lại doanh nhân APEC

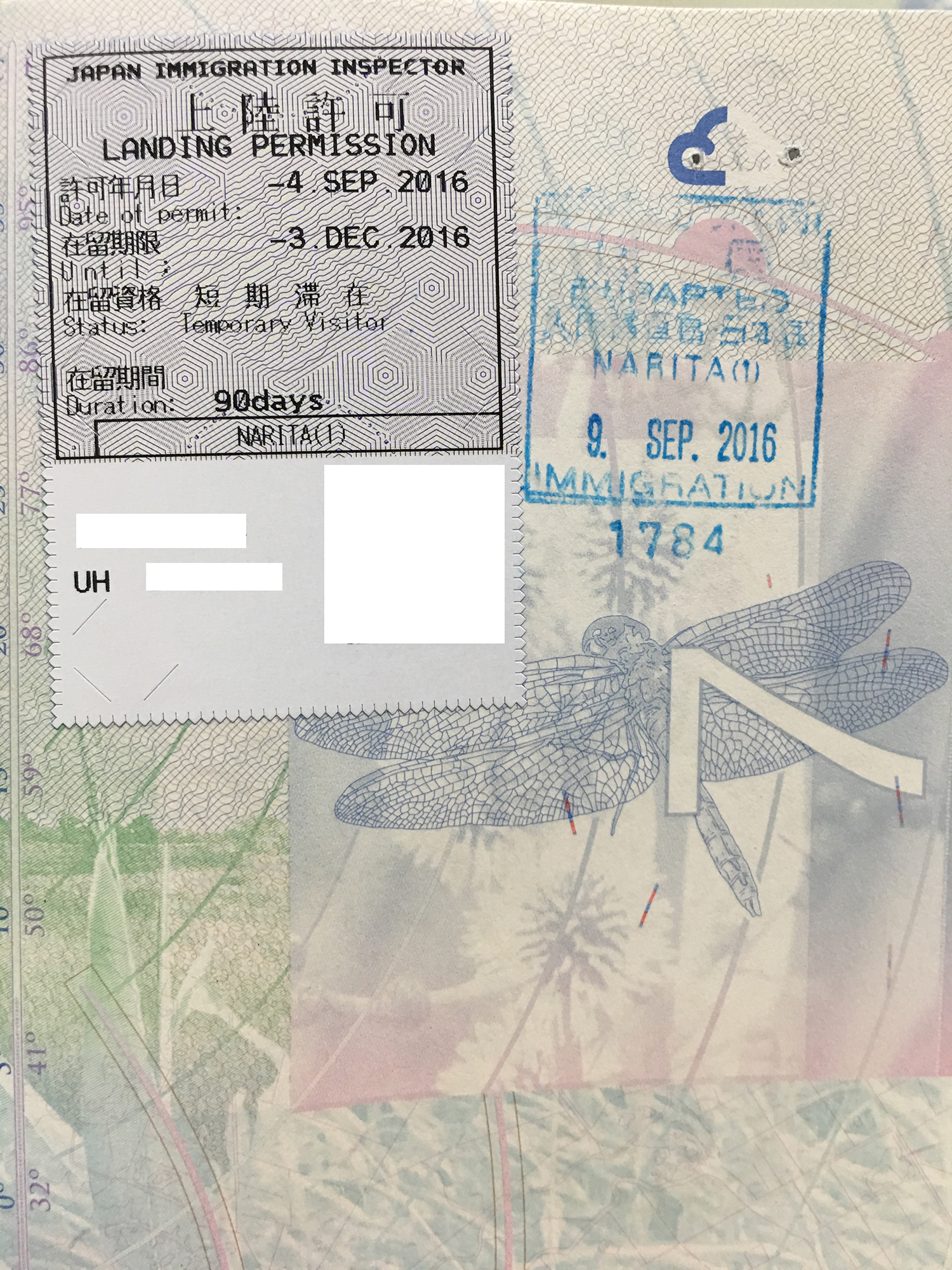
Nhãn dán cho phép du khách tạm trú tại Nhật 90 ngày được cấp ở Sân bay quốc tế Narita trên hộ chiếu lãnh thổ hải ngoại của Anh

Người giữ hộ chiếu cấp bởi các quốc gia sau mà sở hữu thẻ đi lại doanh nhân APEC (ABTC) có mã "JPN" ngược có thể đi công tác ở Nhật không cần thị thực lên đến 90 ngày.
ABTC được cấp bởi các quốc gia:
| - Úc - Brunei - Chile - Trung Quốc - Hồng Kông - Indonesia - Hàn Quốc - Malaysia - México | - New Zealand - Papua New Guinea - Peru - Philippines - Nga - Singapore - Đài Loan - Thái Lan - Việt Nam |

## Chính sách thị thực đặc biệt cho một số quốc gia
Nhật Bản có chính sách thị thực đặc biệt cho công dân của các quốc gia CIS (trừ Nga) và Gruzia. Nếu công dân của các quốc gia này không thể chứng minh tài chính và tự xin thị thực - họ phải xin qua một đại lý du lịch được cấp phép hoặc được mời bởi một công dân hoặc người định cư tại Nhật.
Ngoài ra, MOFA của nhật có chính sách thị thực đặc biệt với công dân của Trung Quốc và Philippines. Công dân của các nước này cũng phải xin thị thực qua đại lý du lịch được cấp phép hoặc được mời bởi công dân hoặc người định cư trú tại Nhật.
Kể từ năm 2014 công dân của Philippines và Việt Nam đi theo nhóm qua đại lý du lịch có đăng ký có thể xin thị thực cho du khách lên đến 15 ngày qua một quá trình được đơn giản hoá và yêu cầu ít tài liệu hơn trước. Hơn nữa, công dân của Ấn Độ, Philippines và Việt Nam có thể xin visa nhập cảnh nhiều lên nếu họ đã đến Nhật và các quốc gia G7 khác trước đây hoặc họ có "đủ khả năng tài chính".
Du khách Trung Quốc đi trên tàu thủy đã được phê duyệt không cần thị thực kể từ tháng 4 năm 2015. Họ phải lên và xuống cùng một tàu.
Nhật Bản được báo cáo là đang giảm bớt yêu cầu thị thực cho du khách từ các thị trường chính, như là Ấn Độ, Trung Quốc và Việt Nam, bắt đầu từ mùa hè năm 2016. Một chính sách thị thực mới cho công dân Trung Quốc bắt đầu từ ngày 17 tháng 10 năm 2016.

## Thống kê
Năm 2015 có 4.768.286 thị thực Nhật Bản được cấp. Tăng 66% từ năm 2014 khi có 2.871.639 thị thực được cấp và là con số cao nhất từng được ghi nhận.
Hầu hết thị thực được xin từ công dân của các quốc gia sau:
| Xin từ      | Thị thực cấp năm 2015 | Chiếm | Thị thực cấp năm 2014 | Chiếm | Thị thực cấp năm 2013 | Thị thực cấp năm 2012 |
| ----------- | --------------------- | ----- | --------------------- | ----- | --------------------- | --------------------- |
| Trung Quốc  | 3.780.773             | 79%   | 2.048.106             | 71%   | 971.542               | 1.112.407             |
| Philippines | 225.676               | 5%    | 163.386               | 6%    | 99.258                | 74.424                |
| Indonesia   | 162.273               | 3%    | 141.321               | 5%    | 122.376               | 90.498                |
| Việt Nam    | 139.236               | 3%    | 96.648                | 3%    | 65.305                | 39.581                |
| Ấn Độ       | 74.088                | 2%    | 66.696                | 2%    | 55.622                | 50.938                |
| Nga         | 47.813                | 1%    | 57.606                | 2%    | 54.948                | 45.468                |
| Brasil      | 38.798                | 1%    | 34.217                | 1%    | 28.697                | 35.049                |
| Thái Lan    | 20.857                | 1%    | 21.322                | 1%    | 183.684               | 228.528               |
| Hàn Quốc    | 20.399                | 0%    | 18.861                | 1%    | 21.644                | 22.964                |
| Hoa Kỳ      | 19.349                | 0%    | 19.017                | 1%    | —                     | —                     |
| Malaysia    | —                     | —     | —                     | —     | 70.231                | 115.348               |
| Khác        | 239.026               | 5%    | 204.459               | 7%    | 191.118               | 171.316               |

Năm 2015 hầu hết thị thực được cấp cho nhóm du khách (1.957.498) và du khách lẻ (1.126.209). Có 62.052 thị thực nhập cảnh nhiều lần cho Okinawa và 10.500 thị thực nhập cảnh nhiều lần cho ba quận tại Tōhoku.
Hầu hết du khách đến Nhật đến từ các quốc gia sau:
| Quốc gia/Vùng lãnh thổ | 2016          | 2015          | 2014          | 2013          |
| ---------------------- | ------------- | ------------- | ------------- | ------------- |
| Trung Quốc             | 01 6.373.000  | 01 4.993.689  | 03 2.409.158  | 03 1.314.437  |
| Hàn Quốc               | 02 5.090.300  | 02 4.002.095  | 02 2.755.313  | 01 2.456.165  |
| Đài Loan               | 03 4.167.400  | 03 3.677.075  | 01 2.829.821  | 02 2.210.821  |
| Hồng Kông              | 04 1.839.200  | 04 1.524.292  | 04 925.975    | 05 745.881    |
| Hoa Kỳ                 | 05 1.242.700  | 05 1.033.258  | 05 891.668    | 04 799.280    |
| Thái Lan               | 06 901.400    | 06 796.731    | 06 657.570    | 06 453.642    |
| Úc                     | 07 445.200    | 07 376.075    | 07 302.656    | 07 244.569    |
| Malaysia               | 08 394.200    | 09 305.447    | 08 249.521    | 09 176.521    |
| Singapore              | 09 361.800    | 08 308.783    | 09 227.962    | 08 189.280    |
| Philippines            | 10 347.800    | 10 268.361    | 10 184.204    | 10 108.351    |
| Tổng                   | 11 24.039.000 | 11 19.737.409 | 11 13.413.467 | 11 10.363.904 |